# Fundusz Religijny
Fundusz Religijny – fundusz, utworzony przez Józefa II w 1782 z pieniędzy i nieruchomości uzyskanych z likwidacji klasztorów i części instytucji religijnych.
12 stycznia 1782 ukazał się dekret Józefa II o kasacie wszystkich męskich i żeńskich zgromadzeń zakonnych nie zajmujących się szkolnictwem, pielęgnowaniem chorych i nauką. Na wieść o tym do Wiednia przybył papież Pius VI, ale jego wizyta nie odniosła zamierzonego skutku. Papież próbował jeszcze utrzymać swoje zwierzchnictwo na austriackim episkopatem, ale Józef, wspierany przez swojego przybocznego teologa, benedyktyna Franza Stephana Rautenstraucha, przeprowadził reformy do końca. Zlikwidowano przeszło 700 domów zakonnych, rozpędzając 38 tysięcy zakonników i zakonnic. Budynki klasztorne przeznaczono na spichrze, magazyny i warsztaty, zaś majątki przeszły na Fundusz Religijny, z którego opłacano szkolnictwo, szpitale oraz nowe parafie. 13 października 1782 cesarz wydał patent tolerancyjny dla luteranizmu, kalwinizmu i prawosławia.
Józef II chciał pokryć kraj możliwie jak najgęstszą siecią parafialną tak, aby z każdej miejscowości można było w ciągu godziny dojść do świątyni. W latach 1782–1783 utworzono 800 nowych parafii. Towarzyszyło temu burzenie tych kościołów, które nie pasowały do cesarskiego schematu. Proboszczowie mieli być w zamysłach Józefa urzędnikami państwowymi. Z ambon mieli odczytywać i objaśniać rozporządzenia cesarskie, szerzyć wiedzę rolniczą i medyczną, zwalczać przesądy, nawoływać do pracowitości i moralności oraz uczyć młodzież. Cesarz drobiazgowo uregulował organizację parafii i diecezji, ingerując nawet w porządek nabożeństw. Rozwiązywał bractwa religijne, zakazywał procesji i pielgrzymek. Ze względów oszczędnościowych określał nawet, ile świec może palić się na ołtarzu. 
Działania Józefa spotykały się ze sprzeciwem kleru. Józef natomiast miał ambicję wykształcenia duchownych w duchu nowej dyscypliny państwowo-kościelnej. Nie mając zaufania do seminariów diecezjalnych, powołał w 1783 seminaria generalne we wszystkich prowincjach. W 1786 uzyskały one monopol na kształcenie duchownych. Program nauczania opracował Franz Rautenstrauch. Kościół austriacki uniezależnił się od Rzymu i stał się częścią aparatu państwowego.
Utworzono osobne Fundusze Religijne dla każdej z prowincji. Fundusze funkcjonowały również przez okres istnienia Austro-Węgier. Po ich rozpadzie państwa uregulowały sprawy majątku Funduszu Kościelnego z Watykanem na podstawie konkordatów lub modus vivendi.